# Комадзава, Рика
Рика Комадзава (яп. 駒澤 李佳, род. 7 июня 1982, Сеннан, Осака) — японская хоккеистка (хоккей на траве), полузащитник и нападающий. Участница летних Олимпийских игр 2004, 2008 и 2012 годов, чемпионка Азии 2007 года, серебряный призёр летних Азиатских игр 2006 года, бронзовый призёр летних Азиатских игр 2010 года.

## Биография
Рика Комадзава родилась 7 июня 1982 года в японском городе Сеннан.
Окончила среднюю школу в Сеннане. В 1998 году начала заниматься хоккеем на траве.
Играла в хоккей на траве за университет Тэнри и «ГлаксоСмитКлин» из Никко, с 2009 года — за «Кока-Кола Уэст Ред Спаркс» из Хиросимы, в составе которой стала чемпионкой Японии в 2012 году. Дважды признавалась лучшей хоккеисткой чемпионата (2011—2012).
В 2002 году дебютировала в сборной Японии.
В 2004 году вошла в состав женской сборной Японии по хоккею на траве на летних Олимпийских играх в Афинах, занявшей 8-е место. Играла на позиции полузащитника, провела 6 матчей, забила 2 мяча (по одному в ворота сборных Аргентины и Испании).
В 2007 году завоевала золотую медаль чемпионата Азии в Гонконге. Забила 3 мяча.
В 2008 году вошла в состав женской сборной Японии по хоккею на траве на летних Олимпийских играх в Пекине, занявшей 10-е место. Играла на позиции полузащитника, провела 6 матчей, забила 1 мяч в ворота сборной Южной Кореи.
С 2009 года была капитаном сборной Японии.
В 2012 году вошла в состав женской сборной Японии по хоккею на траве на летних Олимпийских играх в Лондоне, занявшей 9-е место. Играла на позиции полузащитника, провела 6 матчей, забила 2 мяча (по одному в ворота сборных Нидерландов и Китая).
Дважды выигрывала медали хоккейных турниров летних Азиатских игр: серебро в 2006 году в Дохе, бронзу в 2010 году в Гуанчжоу.
Завершила игровую карьеру в 2013 году.